# Гостев (село)
Го́стев (укр. Гостів) — село в Тлумачской городской общине Ивано-Франковского района Ивано-Франковской области Украины.
Население по переписи 2001 года составляло 1101 человек. Занимает площадь 19,15 км². Почтовый индекс — 78032. Телефонный код — 03479.

## История
Первое упоминание относится к 1649 г. В 1922 году Мечислав Вайса основал в селе пожарную команду, что способствовало развитию деревни. По состоянию на 1938 год в селе проживало 2100 людей. В 1944-1945 годах в селе было убито 56 поляков. Также ОУНовцы повесили священника по фамилии Волощук за то что он хоронил погибших от рук УПА поляков.
В селе построили колхоз имени Ивана Франка В период советской власти в селе на тайном приходе находился отец Павел (Василик) а со временем житель села что бежал со своего прихода в Коропецком деканате УГКЦ после отказа перейти в православие отец Петр Голейко. В советский период местные коммунисты запретили ремонтировать церковь.Много раз в селе побывал будущий епископ и митрополит УГКЦ Василий (Семенюк)
С 1994 года на приходе в селе работает отец Владимир Майданчук
В 2011 году в селе Гостев проводили работы по обнаружения захоронений солдат вермахта времен Великой Отечественной войны. Акцию устроили Немецкое Народное Общество и Ивано-Франковская облгосадминистрация
7 мая 2018 года в село в честь храмового праздника приехал епископ Василий (Ивасюк), а также освятил престол в храме Юрия Победителя
Название
Вероятно от слова "Гостинец" название дороги возле села что во время Речи Посполитой имела важное значение

## Религия
В селе действует приход УГКЦ. Храм построен 1989 г.

### Священники УГКЦ в истории села
- отец Роман Волощук (имя неизвестно) в 1945 г. убит
- отец Петр Голейко с 1953 по 1981 г.
- отец Павел Василик с 1981 по 1990-е
- отец Иван Бойко с 1990 по 1994 г.[8]
- отец Владимир Майданчук с 1994 г.

## Население
- 1939 год 2110 человек[9]
- 1989 год 1122 человек
- 2001 год 1101 человек
- 2022 год 1006 человек[10]

## Язык
- 2001 год 100% украинский язык назвали родным[11]

## Сельские главы
- Нащук Анна Юрьевна (1962 г.р.Безпартийная) с 2006 [10]

## Памятки
- Церковь святого Юрия Победителя (1989 г.)
- Музей отца Петра Голейко[12]

## Археология
В селе находили орудия труда эпохи бронзы.

## Известные люди
- Иоанн Левицкий (1849-?) — сотрудник колегиата святого Георгия в селе
- отец Роман Волощук — жертва резни в Галиции 1944-1945 гг.[13]
- Павел (Василик) — епископ Коломыйский УГКЦ, приложил усилий для постройки храма
- Василий (Семенюк) епископ и митрополит Тернопольско-Зборовский УГКЦ в 1970-тые многократно побывал на тайном приходе в селе
- Владимир (Вийтишин) — епископ и митрополит Ивано-Франковский УГКЦ, посетил село с визитацией[14]
- Василий (Ивасюк) епископ Коломыйский посетил село с визитацией